# Control d'accés al medi
El control d'accés al medi (MAC de les sigles en anglès: Media Access Control) és el conjunt de mecanismes i protocols, en informàtica i telecomunicacions, pels que diversos "interlocutors" (dispositius en una xarxa, com ordinadors, telèfons mòbils, etc.) es posen d'acord per compartir un mitjà de transmissió comú, ja sigui un cable elèctric, òptic o bé, en comunicacions sense fils, el rang de freqüències assignat al seu sistema.
Un dels problemes de resoldre en un sistema de comunicacions és com repartir entre diversos usuaris l'ús d'un únic canal de comunicació o mitjà de transmissió perquè puguin gestionar diverses comunicacions al mateix temps. Sense un mètode d'organització, apareixerien interferències que podrien ben ser molestes o simplement impedir la comunicació.
Una analogia possible per al problema de l'accés múltiple seria una habitació (que representaria el canal) en la qual diverses persones volen parlar al mateix temps. El més probable és que es faci difícil la comprensió. Per evitar o reduir el problema, podrien parlar per torns (estratègia de divisió per temps), parlar uns en tons més aguts i altres més greus (divisió per freqüència), dirigir les seves veus en diferents direccions de l'habitació (divisió espacial) o parlar en idiomes diferents (divisió per codi), només les persones que coneguesin l'idioma (és a dir, el codi) podrien entendre-ho.
Més específicament en xarxes informàtiques, el MAC s'usa en la família d'estàndards IEEE 802 per a definir la subcapa de control d'accés al medi. La subcapa MAC se situa a la part inferior de la capa d'enllaç de dades (Capa 2 del Model de Referència OSI). La implementació exacta d'aquesta subcapa pot variar depenent dels requeriments de la capa física (per exemple Ethernet, Token Ring, WLAN).
Algunes de les funcions de la subcapa MAC inclouen:
- Controlar l'accés al medi físic de transmissió per part dels dispositius que comparteixen el mateix canal de comunicació.
- Afegir l'adreça MAC del node font i del node destinació en cadascuna de les trames que es transmeten.
- En transmetre en origen ha de delimitar les trames afegint bits de bandera (flags) perquè el receptor pugui reconèixer l'inici i fi de cada trama.
- En rebre en destinació ha de determinar l'inici i el final d'una trama de dades dins d'una cadena de bits rebuts per la capa física.
- Efectuar detecció i, si escau, correcció d'errors de transmissió.
- Descartar trames duplicades o errònies.